# Juan Bianchi
Juan Bianchi – argentyński piłkarz, napastnik.
Jako gracz klubu Progresista wziął udział w turnieju Copa América 1925, gdzie Argentyna zdobyła mistrzostwo Ameryki Południowej. Bianchi zagrał we wszystkich czterech meczach - dwóch z Paragwajem i dwóch z Brazylią.
Bianchi grał również w klubie Boca Juniors.
W reprezentacji Argentyny Bianchi rozegrał w sumie 4 mecze (wszystkie podczas Copa América).